# Salto Uruguay Fútbol Club
Salto Uruguay Fútbol Club es un club polideportivo, pero principalmente de fútbol, uruguayo, de la ciudad de Salto. Fue fundado en 1905 y juega en la Liga Salteña de Football. Su Complejo deportivo, ubicado en la zona de Nueva Hespérides, debe su nombre a Julio "El Mariscal" Pozzi, quien fue capitán y figura entre los años 1918 y 1924. Dejando de existir el 26 de agosto de 1948, a los 53 años de edad. Y en septiembre de ese mismo año en reconocimiento "al Mariscal" fue nombrado el estadio de Salto Uruguay Football Club.

## Historia
Salto Uruguay Football Club fue fundado el 5 de abril de 1905. Fundador de la Liga Salteña de Football.
El acta fundacional de Salto Uruguay data del 5 de abril de 1905, para ser más precisos a las 16:55 de aquel día inolvidable para todos los albicelestes.
Sede Social: Calle Uruguay 457.
Fundadores: Julio Aris, Antonio Bueno, Luis Ferradini, Alcides Bergara, Ordalio Leonardi, Salvador Liberatore, Angel Luraschi, Roberto Gras.
1.er.Campo de Juego: En el lugar que ocupa actualmente la plazoleta “ Benito de Paula” del barrio Salto Nuevo.
1.er.Presidente: Sr. Salvador Liberatore.
1.er.Capitán: Sr. Ordalio Leonardi.
1.er.Gol oficial: Sr. Serafín Ferradini.
1.er.Triunfo internacional: En Montecaseros ( Argentina ) en el año 1906.
Formación del equipo que disputó el 1.er. partido: Luis Ferradini, Alcides Bergara, Ordalio Leonardi, Ángel Luraschi, Antonio Bueno, Serafín Ferradini, Pedro Ribeiro, C. Arrigoni, José Lucas, Salvador Liberatore y Ordalio Minatta.

## Fútbol
A lo largo de la historia ha sido uno de los grandes ganadores de la Liga Salteña de Football, en la cual ha obtenido hasta la actualidad 25 títulos. En 1966 obtuvo la segunda edición de la Copa El País. En 1973 se corona campeón de la tercera Supercopa de Clubes Campeones del Interior.
Palmarés:
- Liga Salteña de Football (25): 1911, 1913, 1916, 1917, 1924, 1925, 1926, 1932, 1945, 1963, 1964, 1965, 1966, 1970, 1973, 1980, 1982, 1983, 1985, 1987, 1989, 1997, 1998, 1999, 2000.
- Copa Nacional de Clubes (1): 1966
- Subcampeón de la Copa Nacional de Clubes (1): 1967
- Supercopa de Clubes Campeones del Interior (1): 1973

## Fútbol Femenino
Campeón Salteño año 2019.

### Uniforme
- Uniforme titular: Camiseta a franjas verticales blancas y celestes, pantalón y medias negras.
- Uniforme alternativo: Camiseta, pantalón y medias negras.

#### Torneos nacionales
- Copa El País (1): 1966
- Campeonato del Litoral (fase intermedia de la Copa El País) (1): 1966
- Supercopa de Clubes Campeones del Interior (1): 1973

#### Torneos locales
- Liga Salteña de Football (25): 1911, 1913, 1916, 1917, 1924, 1925, 1926, 1932, 1945, 1963, 1964, 1965, 1966, 1970, 1973, 1980, 1982, 1983, 1985, 1987, 1989, 1997, 1998, 1999, 2000

## Baloncesto
El club es uno de los clubes más ganadores de la Liga de Salto. En la temporada 2003 participó en la primera Liga Uruguaya de Básquetbol. A la temporada siguiente logró el título al vencer en la final al Paysandú BBC, y se convirtió en el primer club foráneo a Montevideo en obtener un torneo nacional de la Federación Uruguaya de Basketball. A final de la temporada 2005/06, los problemas económicos y de distinta índole llevaron al club a abandonar la liga. En septiembre de 2005 fue invitado a participar del Campeonato Sudamericano de Clubes Campeones en Rafaela (Argentina).

### Uniforme
- Primer uniforme: a franjas verticales blancas y celestes.
- Segundo uniforme: totalmente negro.
- Uniforme usado en la Liga Uruguaya de Básquetbol: azul con vivos blancos.

### Palmarés
- Liga Uruguaya de Básquetbol (1): 2004-05

## Otros deportes
Vóleibol Femenino, campeón salteño 2017, 2019 y 2020.
Otro deporte que gozó de popularidad es el ciclismo, donde se destaca que el famoso ciclista uruguayo Federico Moreira, vistió la camiseta del club.